# Paracercopis transversa
Paracercopis transversa är en insektsart som beskrevs av Victor Lallemand och Synave 1955. Paracercopis transversa ingår i släktet Paracercopis och familjen spottstritar. Inga underarter finns listade i Catalogue of Life.